# Cosmocephalus obvelatus
Cosmocephalus obvelatus is een rondwormensoort uit de familie van de Acuariidae. De wetenschappelijke naam van de soort is voor het eerst geldig gepubliceerd in 1825 door Creplin.